# Teatro Auditorium Manzoni

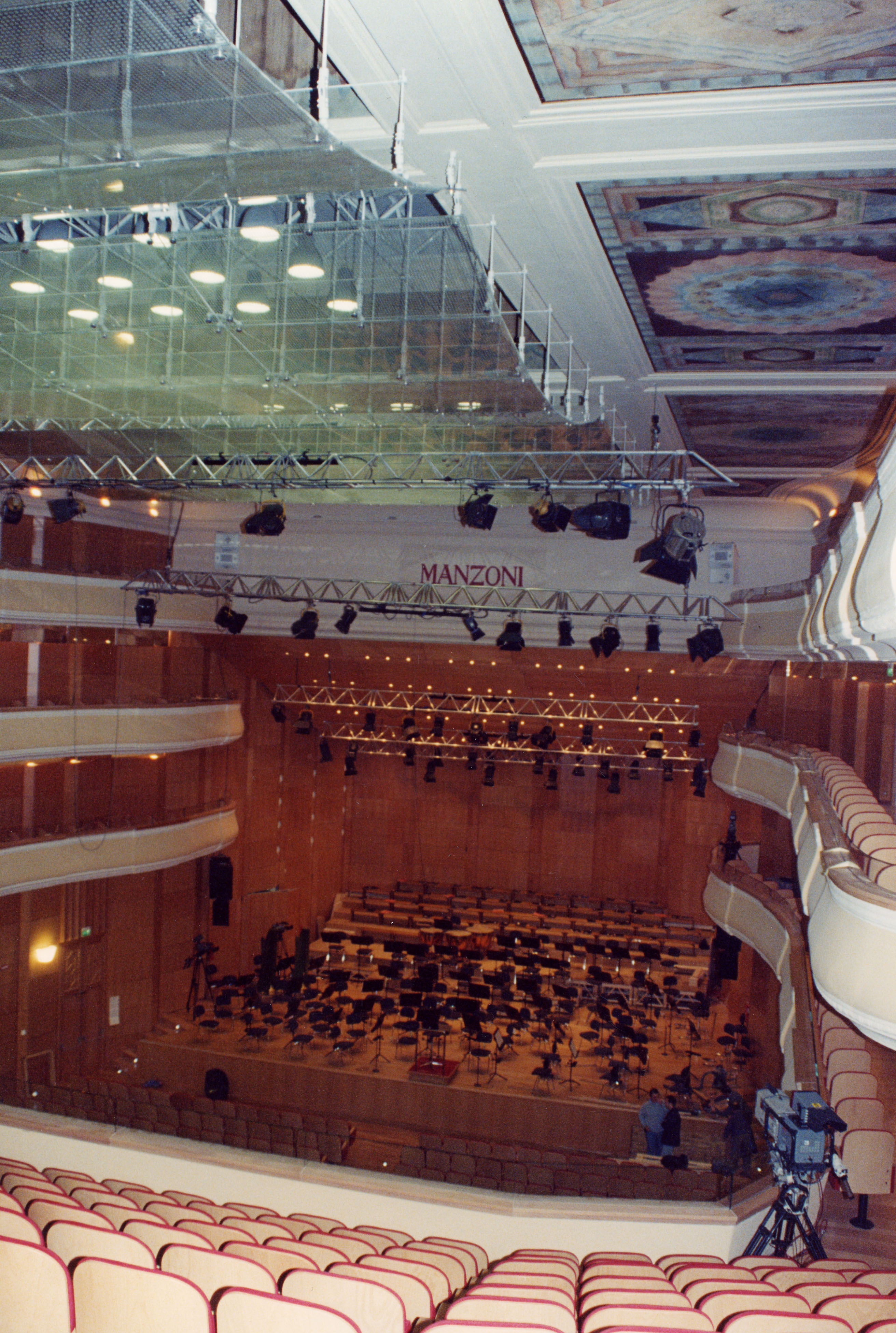

Il teatro Auditorium Manzoni è un teatro adibito soprattutto alla musica classica, situato nel centro di Bologna. Viene utilizzato soprattutto per la stagione sinfonica del Teatro Comunale di Bologna, ma anche per concerti di musica leggera.

## Storia
Fu inaugurato nel 1933 come cinema e teatro,  costruito in stile Art Nouveau, come ben testimoniato dalle facciate esterne e dai decori interni. Nel 2003 subì un completo restauro.
Realizzare una sala per spettacoli cinematografici e teatrali in una zona centrale della città è stato il proposito che ha animato la costruzione del Cinema Teatro agli inizi degli anni trenta. Si trattava di un’opera ardita per l'epoca. Una muratura portante, in mattoni pieni, sosteneva le strutture metalliche della galleria e della platea, mentre il boccascena era costituito principalmente da travature chiodate, come si usava all’epoca. In tanti lo definirono “quanto di più perfetto si possa richiedere”, al punto che il Manzoni di Bologna era paragonabile al Lirico di Milano, al Coccia di Novara, al Politeama di Firenze, al Comunale di Bologna, al Banco de Chile di Santiago.
L'intervento architettonico porta la firma dell'Architetto Giancarlo Marzorati; la progettazione acustica è stata curata dal fisico Enrico Moretti (Biobyte); la progettazione scenotecnica della conchiglia acustica e dei tiri motorizzati è stata realizzata dall'Ingegnere Giorgio Molinari (Molpass).
L'intervento di trasformazione in Auditorium in tempi moderni ha voluto rivisitare completamente l’edificio per raggiungere un’elevata qualità acustica per la musica, soprattutto quella sinfonica, come si accennava.
In particolare l'Auditorium è dotato di una conchiglia acustica a geometria variabile: una macchina scenica in grado di movimentare l'assetto dei plafoni acustici tramite un sistema complesso di sollevamento formato da paranchi elettrici a catena, dislocati su apposite monovie di corsa al di sopra del palcoscenico.

## Descrizione
Per la conchiglia acustica è stato integrato un sistema complesso di sollevamento Montratt che utilizza paranchi elettrici, con organo di sollevamento a catena, collocati su due monovie di corsa fissate al solaio posto sul palcoscenico. A loro volta le monovie sono servite da due passerelle aeree approntate per le evenienze manutentive dell’impianto.
L’inclinazione automatizzata di tutti i pannelli, che compongono la conchiglia, è la prerogativa dell’Auditorium Manzoni per poter far ascoltare la musica correttamente al pubblico presente sia in platea, che in galleria, indipendentemente dalla composizione dell’orchestra o gruppo musicale presente sul palco.   

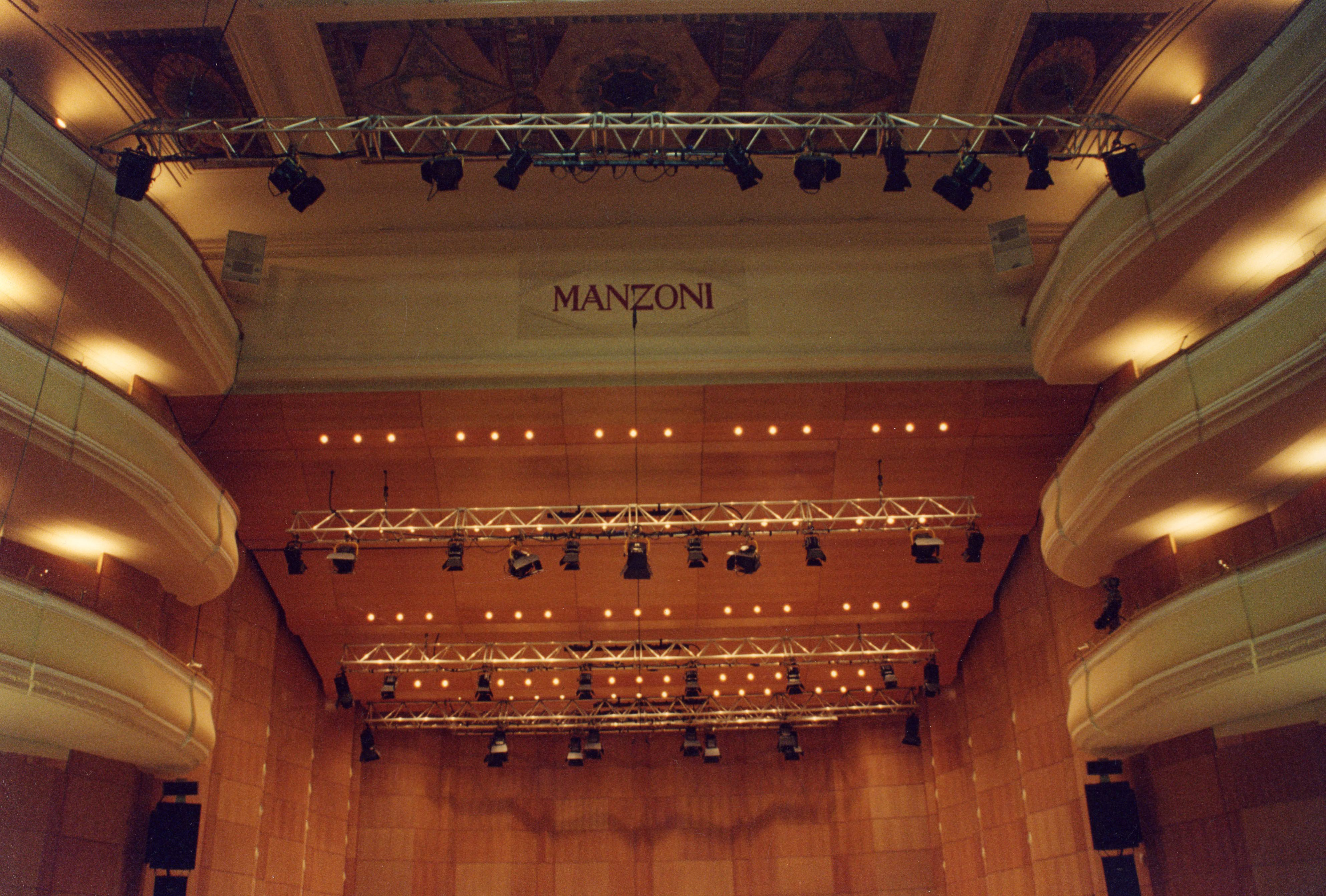
Sala Manzoni

L’assetto variabile di ciascun plafone è gestito da un sistema computerizzato che governa il movimento dei paranchi con precisione millimetrica. In tal modo l’insieme dei plafoni, del peso di circa 2000kg, può essere orientato per esaltare o attenuare gli strumenti musicali e/o le voci del coro, al fine di rendere perfetta per l’ascolto la partitura eseguita.